# Berkendonk
Berkendonk betreft een (sinds ca 1994 goed ingerichte en) druk gebruikte recreatieplas direct oostelijk van de Helmondse wijk Rijpelberg. De plas ontstond eind jaren 80 uit een zandwinnen in verband met bouwprojecten in de omgeving. Berkendonk heeft in 2012 zijn volle omvang met een wateroppervlakte van ca. 45 ha bereikt. De gemeente is bezig met de afwerking van het natuurgebied aan de noordzijde van de plas. De recreatieplas is in de zomer een drukbezocht badstrand voor bewoners van zowel Deurne als Helmond, met (zowel aan de noordelijke als zuidelijke zijde) een flauw aflopend zwemgedeelte, afgezet met drijflijnen en grazige ligweiden. Daarnaast is er een (bij grote drukte geopende) snackbar, een parkeerplaats, een aparte fietsenstalling en een afgerasterd terreintje om honden uit te laten. Aan de zuidoostzijde is een helling voor zeilbootjes en windsurfers waar ook een surfvereniging, zeilvereniging en de reddingsbrigade zijn gestationeerd. In een afgelegen hoekje in het noordoosten is een naaktstrandje ingericht. De plas is enkele malen gesloten geweest vanwege (mogelijk) voorkomen van blauwalgen.
Berkendonk beschikt over een (slechts bij druk bezoek geopende) friettent, enkele watersportverenigingen en enkele toiletgebouwtjes. Af en toe worden er evenementen georganiseerd zoals een popconcert.
Voor natuurliefhebbers en rustzoekers is er een wandelgelegenheid met zitbankjes rond een decoratieve moerasvijver, een grazig uitzichtheuveltje en een wandelbos. Op en rond dit afwisselende terrein ziet men uiteenlopende vogelsoorten als watersnip, groene specht, roodborsttapuit en oeverzwaluw. Aan de noordoostzijde aan de Bakelse Aa is een (moeilijk bereikbaar en weinig bekend) moerasje ingericht als natuurgebied.
De toegang is altijd gratis geweest. Er bestaan plannen bij de gemeente om het gebied commercieel te laten exploiteren, hetgeen tot de nodige protesten heeft geleid, evenals plannen om aan de zuidzijde een nieuw stadion voor Helmond Sport te ontwikkelen. Een plan uit 2008 voor een zeer grootschalige commercieel-toeristische ontwikkeling met liefst 1300 'verhuureenheden' is vooralsnog afgeketst.